# Phoebe Forrester
Phoebe Forrester is een personage uit de Amerikaanse soapserie The Bold and the Beautiful. Ze werd eerst vertolkt door meerdere kindactrices en van 2006 tot 2008 door MacKenzie Mauzy.

## Geschiedenis
Phoebe was de dochter van Taylor Hayes en Ridge Forrester; ze groeide op met tweelingzus Steffy en broer Thomas. In haar tienerjaren had Phoebe een relatie met haar wettige oom Rick Forrester, hoewel ze geen bloedverwant waren. Phoebe overleed bij een verkeersongeluk nadat ze ruzie had met Rick over diens vermeende vreemdgaan met Steffy.
Tien jaar later kreeg Steffy een adoptiedochter die ze Phoebe noemde; lang heeft dat niet geduurd omdat de baby gestolen bleek van Liam Spencer en Hope Logan.